# Ponte romana sobre o rio Brenhas
A Ponte romana sobre o rio Brenhas, no Alentejo, localiza-se junto à saída norte de Moura, na antiga freguesia de São João Baptista, Município de Moura, Distrito de Beja, em Portugal.

## História
Trata-se de uma ponte popularmente considerada como romana, o que entretanto não é confirmado. Alguns autores acreditam que terá sido construída a Restauração da Independência portuguesa.
Encontra-se classificada como Imóvel de Interesse Público pelo Decreto n.º 33.587 de 27 de março de 1944.

## Características
De pequenas dimensões, apresenta um tabuleiro horizontal apoiado num só arco de volta perfeita com um vão de cerca de 6 metros, com aduelas de xisto e granito.